# Литрим (графство)
Ли́трим (ирл. Liatrom, англ. Leitrim) — графство на севере Ирландии. Входит в состав провинции Коннахт на территории Республики Ирландии. Административный центр — Каррик-он-Шаннон. Население 31 798 человек (26-е место среди графств Республики Ирландия; данные 2011 г.).

## География

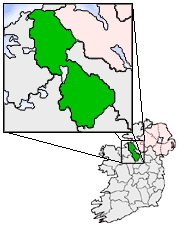
Расположения графства Литрим в Республике Ирландия

Площадь территории 1590 км² (21-е место).

## История
Некогда Литрим был западной частью королевства Брейфне.
Литрим и Коннахт были сильно разорены войсками Оливера Кромвеля. Однако, в Литриме сохранилось множество свидетельств древней и новой ирландской истории: заброшенные купальни, алтарные камни для богослужений на открытом воздухе (последствия преследований католиков во времена Кромвеля), заброшенные хижины, чьи хозяева умерли или уехали во времена Великого голода.
Литрим — родина ирландского национального героя Шона Макдермотта.